# Johann Georg Tralles
Johann Georg Tralles, nemški matematik in fizik, * 15. oktober 1763, Hamburg, Nemčija, † 19. november 1822 London, Anglija.
Njemu v čast so poimenovali krater Tralles na Luni.

## Življenje
Tralles se je rodil v Hamburgu. Od leta 1783 je študiral na Univerzi v Göttingenu. Leta 1785 je postal profesor na Univerzi v Berlinu, od leta 1810 je bil na tej univerzi profesor matematike. 

## Delo
Izumil je napravo za merjenje količine alkohola v tekočinah. 
Bil je član komiteja za uteži in mere.
Leta 1819 je odkril komet C/1819 N1.